# Райхенау
Райхенау (нім. Reichenau, словен. Rajnava) — муніципалітет в районі Фельдкірхен австрійської федеральної землі Каринтія.

## Сусідні муніципалітети
|                           | Предліц-Туррах |        |
| Бад-Кляйнкірхгайм         |                | Альбек |
| Фельд-ам-Зее Афріц-ам-Зее | Арріях         | Гнесау |